# Gamergus phintias
Gamergus phintias är en insektsart som beskrevs av Ronald Gordon Fennah 1967. Gamergus phintias ingår i släktet Gamergus och familjen sköldstritar. Inga underarter finns listade i Catalogue of Life.